# 2-е Гнездилово
2-е Гнездилово (Второе Гнездилово) — село в Фатежском районе Курской области, входит в состав Солдатского сельсовета.

## География
Расположено в 23 км к юго-востоку от Фатежа, в верховье речки Руды, притока Усожи, на правом берегу, в отличие от 1-го Гнездилова, расположенного на левом берегу.
Климат
2-е Гнездилово, как и весь район, расположено в поясе умеренно континентального климата с тёплым летом и относительно тёплой зимой (Dfb в классификации Кёппена).
Часовой пояс
Село 2-е Гнездилово, как и вся Курская область, находится в часовой зоне МСК (московское время). Смещение применяемого времени относительно UTC составляет +3:00.

## История
В XIX веке 1-е и 2-е Гнездилово были единым населённым пунктом. В 1862 году в селе было 116 дворов, население составляло 886 человек (440 мужского пола и 446 женского), действовала православная церковь.

## Население
| 1862 | 1979 | 1989 | 2002 | 2010 |
| ---- | ---- | ---- | ---- | ---- |
| 886  | ↘115 | ↘71  | ↘42  | ↘13  |

## Инфраструктура
Личное подсобное хозяйство. В селе 25 домов.

## Транспорт
2-е Гнездилово находится в 22 км от автодороги федерального значения М2 «Крым» (Москва — Тула — Орёл — Курск — Белгород — граница с Украиной) как часть европейского маршрута E105, в 16,5 км от автодороги регионального значения 38К-038 (Фатеж — Дмитриев), в 13 км от автодороги 38К-005 (Конышёвка — Жигаево — 38К-038), в 3 км от автодороги межмуниципального значения 38Н-679 (38К-038 — Солдатское — Шуклино), в 21,5 км от ближайшего ж/д остановочного пункта 552 км (линия Навля — Льгов I).
В 159 км от аэропорта имени В. Г. Шухова (недалеко от Белгорода).